# 萨拉·雷克托

萨拉·雷克托（英語：Sarah Rector；1902年3月3日—1967年7月22日），非裔美国人，因為她所擁有的土地發現油礦而被稱為「世上最富有的有色人種女孩」。